# Christopher Wren
Sir Christopher Wren (East Knoyle, 1632. október 20. – London, 1723. február 25.) angol tudós, csillagász, földmérő és korának egyik legnagyobb barokk építésze. A nagy londoni tűzvész utáni városrendezés, valamint 51 megrongálódott templom helyreállításának irányítása fűződik a nevéhez. A londoni Szent Pál-székesegyház rekonstrukciójának tervezője. A Magyar Tudományos Akadémia mintájául is szolgáló Királyi társaság, a Royal Society egyik alapítója, melynek 1680–82 között elnöke volt. Tudományos munkájának nagy elismeréssel adózott Sir Isaac Newton és Blaise Pascal is.

## Élete

### Ifjúkora és tanulmányai
A Wiltshire megyei East Knoyle-ban született, a falu akkori rektora, a később Windsor Dékánja címet kapott Christopher Wren egyetlen életben maradt fiaként.
Gyermekként „tüdőbajos kinézete volt.” Bármilyen beteges gyermek volt is, szép kort élt meg. Első tanítója édesapja volt és egy hozzájuk járó magántanár. Miután 1635 márciusában apja megkapta dékáni kinevezését, a család rendszeresen Windsorban töltötte az év egy részét. Keveset lehet tudni Wren windsori életéről, és félrevezető lenne azt állítani, hogy I. Károly király fiával gyermekkori barátok lettek volna, akik „gyakran együtt játszottak”.
Tanulmányairól nincsenek megbízható adataink. Nem bizonyított a történet, miszerint 1641 és 1646 között a Westminster Iskola tanulója volt. Fia, harmadik Christopher Parentalia című, apja életéről szóló összeállításában az olvasható, hogy „rövid ideig” járt a Westminsterbe, mielőtt Oxfordba ment, 1650-ben. Ifjúkori élményeiről fennmaradt (bár időhöz nem köthető) kevés forrásban az található, hogy erős latin alapműveltséget kapott, és tanult rajzolni is. A Parentalia szerint Susan nevű nővérének férje, William Holder „vezette be” a matematika alapjaiba. Wren ekkor kezdett érdeklődni mechanikus szerkezetek tervezése iránt is. Valószínűleg Holder mutatta be Wrent Sir Charles Scarborourgh-nak, akinek famulusaként anatómiai tanulmányokat folytatott.
1650. június 25-én iratkozott be az oxfordi Wadham College-ba, amely hagyományos oktatást nyújtott. A tananyag alapja még mindig Arisztotelész filozófiája volt, valamint a latin nyelv művelése. Anakronisztikus azt képzelni, hogy Wren modern értelemben vett tudományos képzésben részesült volna. Megismerkedett azonban John Wilkinsszel, a Wadham igazgatójával, aki egy kiváló tudósokból álló csoportba tartozott. E csoport tevékenységének eredménye volt később a Királyi Társaság megalapítása. Számos kitűnő matematikus, eredeti, és néha briliáns elméjű gyakorlati és kísérleti filozófus alkotta ezt a kört. Talán ez a kapcsolat indította Wrent, hogy tudománnyal foglalkozzon és matematikát tanuljon a főiskolán. 1651-ben kapott főiskolai diplomát, három évvel később pedig egyetemit.

### Munkássága
Miután átvette második diplomáját, Wrent az All Souls College tagjává választották, és rögtön aktív kutató- és kísérletező munkába kezdett, Oxfordban. 1657-ben véget értek oxfordi napjai, mert kinevezték az asztronómia professzorává, a londoni Gresham College főiskolára. Saját helyiségeket és ösztöndíjat biztosítottak számára. Hetente kellett latin és angol nyelvű előadásokat tartania minden érdeklődőnek – a belépés szabad és ingyenes volt. Wren lelkesen vállalta új feladatát. Továbbra is találkozott azokkal, akikkel gyakran vitázott a Wadhamban, hiszen ők látogatták londoni előadásait, majd 1660-ban hivatalos heti értekezleteket kezdtek tartani. Ezekből kezdett formálódni a Királyi Társaság, Anglia első számú tudományos testülete. Kétségtelenül jelentős szerepet töltött be a társaság alakulásának ebben a korai szakaszában, hiszen széles körű, oly sok mindenre kiterjedő tudása segített a különböző tudósok közötti véleménycserében. Az egyik ilyen ülésről szóló beszámolóban ez olvasható:

„Memorandum November 28, 1660. Ezek a személyek, legtöbbjük rendszeres szokása szerint, összegyűltek a Gresham College-ban, hogy meghallgassák Wren úr előadását, úgymint Lord Brouncker, Robert Boyle, Mr Bruce, Sir Robert Moray, Sir Paule Neile, John Wilkins, Dr Goddard, Dr Petty, Mr Ball, Mr Rooke, Mr Wren, Mr Hill. Az előadás után pedig szokásuknak megfelelően visszavonultak eszmecsere céljából.”

1662-ben javaslatot tettek egy, a „Pszicho-Matematikus Kísérleti Tanulás” elterjesztését célzó társaság alapítására. Ez a testület II. Károlytól megkapta az engedélyt, így jött létre a „Londoni Királyi Társaság a Természetes Tudás Terjesztésére”. Amellett, hogy alapító tag volt, ő lett a Királyi Társaság elnöke 1680 és 1682 között.
1661-ben, Oxfordban megkapta a Sir Henry Savile-ról elnevezett Savilian Chair of Astronomy címet, 1669-ben pedig II. Károly adott neki vezető tisztséget. 1661 és 1668 között Wren élete főleg Oxfordban zajlott, bár a Királyi Társaság ügyei miatt időnként Londonba kellett utaznia.
Tudományos eredményei legfőképpen a Királyi társaság feljegyzéseiből ismert. Több témában folytatott tudományos munkát, érdekelte az asztronómia, az optika, a hosszúsági körök meghatározásának tengerészeti problémája, a kozmológia, a mechanika, a mikroszkópia, a földmérés, a gyógyítás, és a meteorológia. Megfigyeléseket és méréseket folytatott, elemezte a kapott eredményeket, modelleket épített, és számos különböző eszközt használt, fejlesztett és talált fel. Ugyanekkor figyelme az építészet felé fordult.
Első építészeti próbálkozása a cambridge-i Pembroke College kápolnájának tervezése volt. Ezt követte az oxfordi Sheldonian színház megalkotása, amely 1662-ben készült el. Az épületet a londoni Sheldon püspök adományozta volt egyetemének. Külső formáján a római Marcellus színház klasszikus stílusát érezhetjük, némi modern, empirikus hatással keverve. Talán ebben az időszakban unszolták Wrent, hogy építse újjá a megrongálódott Szent Pál-székesegyházat. Amikor 1665-ben Párizsba látogatott, tanulmányozhatta a találékonyságának virágkorát élő építészetet, valamint Bernini, a nagy olasz szobrász és építész rajzait. Hazatérésekor készítette el a katedrális első terveit. Egy héttel később – azonban – a nagy tűzvész a város kétharmadát elpusztította. Wren benyújtotta a város újjáépítésére vonatkozó terveit II. Károlynak, ám ezeket végül sosem használták fel. Királyi főépítészként mindenütt jelen volt, a város újjáépítésének általános folyamatát ellenőrizve, de nem vett közvetlenül részt az egyes épületek újratervezésében. 51 templom építéséért volt személyesen felelős, ám ez sem feltétlenül jelenti azt, hogy az egyes épületek teljesen az ő terveit tükrözik.
1673. november 14-én ütötték lovaggá. Miután lemondott oxfordi professzori állásáról, kitüntetést kapott. Ekkorra már jelentős építészi tevékenységet folytatott a korona szolgálatában, és fontos szerepe volt a nagy londoni tűzvész után London újjáépítésében. Meglehetősen aktív közéleti személyiség is volt. A parlamentbe is beválasztották Old Windsor képviselőjévé 1680-ban, 1689-ben és 1690-ben, de nem foglalta el ezt a posztot.
1669-re Wren karrierje szépen ívelt fölfelé, és megengedhette magának, hogy megházasodjon. Harminchét évesen vette el gyermekkori szomszédját, az akkor harminchárom éves Faith Coghillt, Sir John Coghill of Bletchingham leányát. Keveset lehet tudni Faith magánéletéről vagy viselkedéséről, fennmaradt azonban egy szerelmeslevél, amelyben ez olvasható:

„„Végre elküldtem önnek az óráját, amely boldogságát olyannyira irigylem, mert oly közel lehet Önhöz, és oly gyakran gyönyörködhet a szemeiben…esedezem, vigyázzon rá, mert elvarázsoltam; minden egyes ütése a szívem dobbanását fogja Önnek jelezni, mely ugyanolyan hőn szolgálja Önt, mint eme óra, hacsak nem még hűségesebben; hisz gondolom órája néha csal, henyél vagy kelletlen…de felőlem mindigis biztos lehet… ””

* (Valamivel korábban Faith egy medencébe ejtette az óráját, és Londonba küldték Wrennek, hogy javítsa meg. Ezt a levelet csatolta a csomaghoz.)
Rövid házasságukból két gyermek született. Gilbert, beteges fiúgyermek, akit rángógörcsök gyötörtek, 1672 októberében született, ám alig másfél évesen meghalt. Második gyermekük, aki az édesapja után a Christopher nevet kapta 1675 februárjában látta meg a napvilágot. Az ifjabb Christophert apja tanította az építészmesterségre. Ő felügyelte később a Szent Pál-katedrális tető alá kerülését 1710-ben, és ő írta a híres Parentalia című művet. Faith Wren 1675. szeptember 3-án hunyt el, bárányhimlőben. A St.Martin in the Fields-templom szentélyében helyezték örök nyugalomra, Gilbert fia mellé. Néhány nappal ezután Wren anyósa, Lady Coghill magával vitte a kis Christophert, hogy Oxfordshire-ben nevelkedjen.
1677-ben, tizenhét hónappal első feleségének halála után Wren újra megnősült. Jane Fitzwilliamet vette el, aki még az első Mrs. Wrennél is titokzatosabb volt, főleg Wren barátai és társasága számára. Robert Hooke, aki heti két-három alkalommal találkozott Wrennel, naplója bejegyzése szerint, soha azelőtt nem hallott erről a hölgyről, sőt csak az esküvőjük után fél évvel látta először. Csupán annyi ismeretes a másodikról, hogy a liffordi ír nemes, Lord Fitzwilliam lánya volt, az édesanyja pedig egy sikeres londoni üzletember lánya. Nekik is két gyermekük született: egy kislány, Jane (1677–1702); és egy értelmi fogyatékos kisfiú, William („Szegény Billy”), 1679 júniusában.
Ez a második házasság is rövid ideig tartott. Jane Wren gümőkórban halt meg, 1680 szeptemberében. Faith és Gilbert mellett temették el. Wren többé nem házasodott meg; 90 életévéből csupán kilencet élt házasságban.
Bletchingham volt Wren vejének, William Holdernek az otthona. Holder a helyi parókia lelkésze és az oxfordi Pembroke College tagja. Meglehetősen jó képességekkel megáldott értelmiségiként állítólag ő vezette be Wrent az aritmetikába és geometriába.
II. Károly halála után, 1685-ben, Wren figyelme elsősorban a Whitehall felé fordult. Az új király, II. Jakab, új kápolnát, galériát, tanácstermet rendelt, valamint egy folyóparti lakosztályt a királyné számára. Később, amikor II. Jakabot elmozdították trónjáról, Wren olyan építészeti projektekbe kezdett, mint a Kensington-palota, a Hampton Court-palota és a londoni Greenwich Kórház, amely utolsó nagyszabású munkája volt, és az egyetlen, amely 1711-ben, a Szent Pál-katedrális befejezése után még kivitelezés alatt állt.

### Idős kora
Wrent számos kritika érte későbbi élete során, megkérdőjelezték hozzáértését, és támadták ízlését. 1712-ben terjesztettek egy kéziratot, Anthony Ashley-Cooper Shaftesbury harmadik earljének írását, Tervezéssel kapcsolatos levél címmel. Mivel Shaftesbury újfajta brit építészeti stílus bevezetését szorgalmazta, górcső alá vette Wren katedrálisát, ízlését és hosszan tartó uralmát a királyi építkezéseken.
Az általános hiedelemmel ellentétben [forrás?] Wren nem a fia házában halt meg. A Wren család birtoka Hampton Court területén volt. Wren sok évvel korábban vette, hogy fiának, Christophernek öröksége legyen. Kényelmi szempontból Wren Londonban, a St James's Streeten is házat bérelt. Egy 19. századi legenda szerint onnan gyakran tett nem hivatalos látogatást a készülő katedrálisban, hogy ellenőrizze „legnagyobb alkotásának” alakulását. Egyik ilyen londoni kirándulása alkalmával meghűlt. A következő néhány nap során betegsége rohamosan súlyosbodott. 1723. február 25-én egyik szolgálója fel akarta kelteni szundikálásából, ám kiderült, hogy a mester nem alszik, hanem meghalt.
1723. március 5-én helyezték örök nyugalomra. Földi maradványait a Szent Pál-székesegyház kriptájának délkeleti sarkában helyezték el, Jane lánya, Susan nővére és annak férje, William Holder mellé. Egyszerű sírfelirata magyarul így hangzik:
Subtus conditur Hujus Ecclesias et Urbis Conditor, CHRISTOPHERUS WREN; Qui vixit annos ultra nonaginta,
Non sibi, sed bono publico. Lector, si monumentum requiris, Circumspice. Obiit 25 Feb. MDCCXXIII., aetat. XCI.
„Itt nyugszik Christopher Wren, ennek a templomnak és
a Városnak építője; aki több mint kilencven évig élt, de nem magáért
Hanem a köz javára. – Olvasó, ha emlékét keresed, nézz körül!
– 1723. február 25-én hunyt el, 91 éves korában.”
Az utolsó sorok, amelyeket legidősebb fia és örököse, ifjabb Christopher Wren írt, minden idők egyik leghíresebb sírfeliratává lettek.

## Tudományos munkái
Wren egyik barátja, korának szintén nagy tudósa és építésze Robert Hooke szerint: „Arkhimédész óta nemigen találtatott egy emberben a gyakorlatias kéz és filozofikus elme ilyen tökéletes egysége.”

### Tudományos eredményei
Az oxfordi All Souls College tagjaként megalkotott egy átlátszó méhkast, tudományos megfigyelés céljából. A távcsővel végezhető precíziós méréseket lehetővé tevő mikrométerek feltalálása után elkezdte a Hold megfigyelését. Kísérletezett a földi mágnesességgel, és részt vett orvosi kísérletekben, így elsőként fecskendezett sikeresen anyagot a véráramba (egy kutya testébe).
A Gresham College-ban végzett kísérleteiben foglalkozott azzal, hogyan határozható meg az aktuális hosszúsági kör a földmágnesség változásából és a Hold megfigyelésének segítségével, a navigáció támogatása céljából, és segített Sir Paul Neile-nek a távcsöve megépítésében. Ugyanekkor a mikroszkópot is tanulmányozta és fejlesztette. 1652 körül megfigyelte a Szaturnusz bolygót, és megpróbálta megmagyarázni a gyűrűit. Elméletét De corpore saturni címmel írta le, de mielőtt megjelentethette volna, Huygens előrukkolt a Szaturnusz gyűrűiről alkotott hipotézisével. Wren azonnal belátta, hogy ez az elmélet az övénél jobb, ezért saját írását sosem publikálta. Ezen kívül egy kivételesen részletes holdmodellt készített, amit a királynak is bemutatott. Matematikai munkásságát is meg kell említenünk; 1658-ban sikerült meghatároznia a ciklois egy ívének hosszát. A bizonyítási eljárás során a problémát egy kör húrjainak összeadására redukálta.
Az egy évvel csillagászprofesszori kinevezése után megalakult Királyi Társaságnak aktív tagja lett. Professzorként beleásta magát a mechanikába, elsősorban a rugalmas testek ütközését és az ingamozgást tanulmányozva, mélyrehatóan. Széles körű érdeklődése a meteorológia irányába is kiterjedt, és fabrikált egy „időjárásjelző-órát”, amely több adatot rögzített: hőmérsékletet, páratartalmat, csapadékmennyiséget, és légköri nyomást. Ezek segítségével előrejelezhetővé tette az időjárást. Ezeken kívül Wren az izomműködéssel kapcsolatos kísérleteket is folytatott. Feltételezése szerint az izzadás és az izmok zsugorodása két heterogén folyadék elegyéből eredő fermentatív) mozgás következménye lehet. Bár ez nem igaz, mégis, megfigyelésen alapuló hipotézis, és az orvoslás új hozzáállását mutatja: a szakosodást. Egy másik tudományág, amelyben Wren tevékenykedett, az optika. Megjelentette egy perspektivikus rajzokat készítő gép leírását, és foglalkozott a konkáv lencsék és -tükrök csiszolásának kérdésével. Ebből a munkából jött létre Wren másik fontos matematikai felfedezése, miszerint a hiperbola egyfajta kúpszelet. Ezeket az eredményeket 1669-ben publikálta. Az ezt követő évek során folytatta munkáját a Királyi Társaságban, bár az 1680-as évek után tudományos érdeklődése alábbhagyni látszott: építészi és hivatali munkái kétségkívül minden idejét kitöltötték.
Egyéb területeken is tevékenykedett a mezőgazdaságtól kezdve a ballisztikáig, vizsgálta a vizet és a fagyást, a fényt és a fénytörést, hogy csak néhány dolgot említsünk szerteágazó érdeklődéséből. Thomas Birch History of the Royal Society (A Királyi Társaság története) című műve nemcsak egyik legfontosabb forrás a tudományos társaság létrejöttéről, hanem napi tevékenységének nyomonkövetéséhez is hasznos adalékokkal szolgál. Wren tudományos munkáinak többségét is ebben jegyezte föl.

## Építészeti tevékenysége

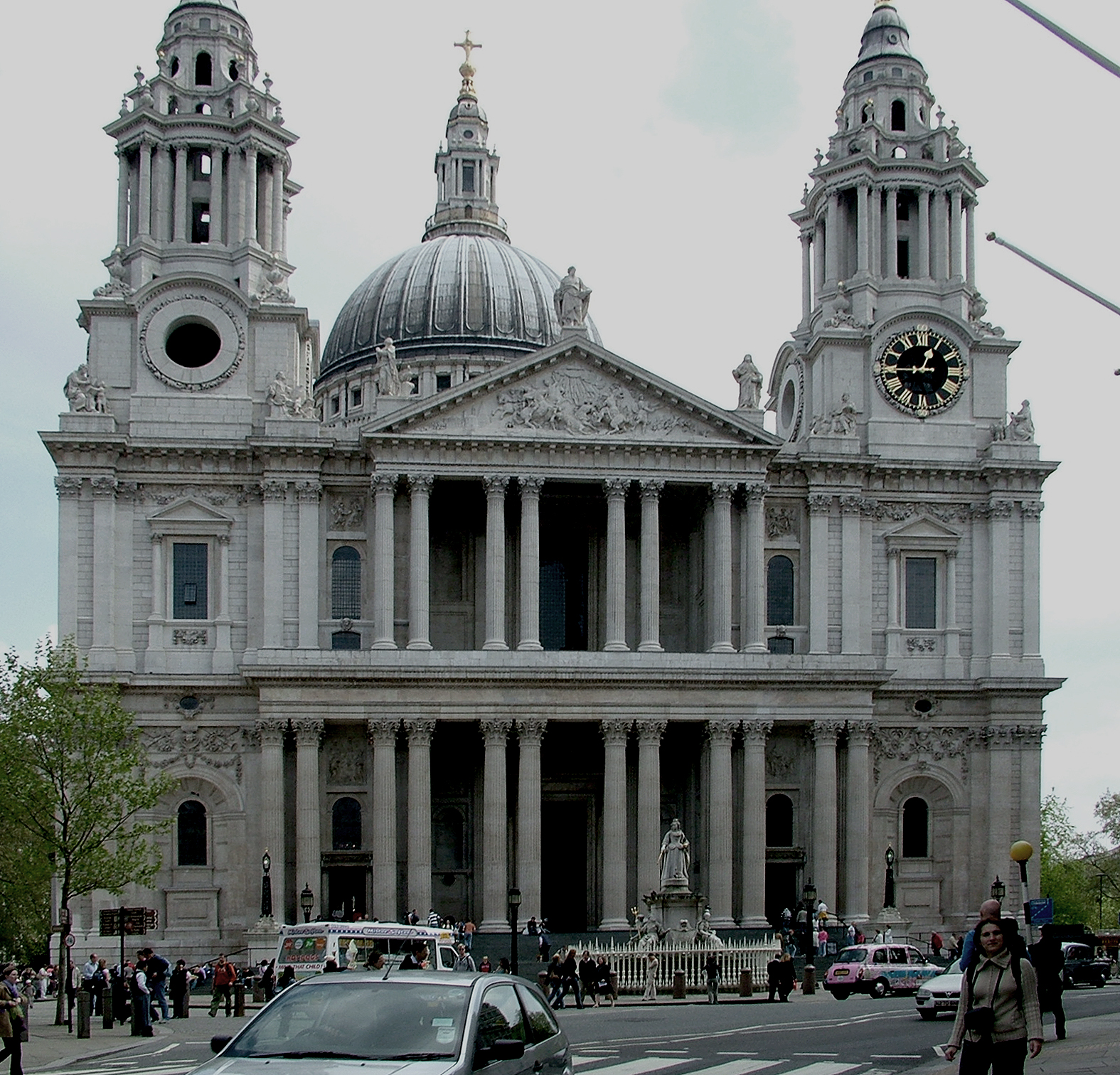
A Szt. Pál-székesegyház főhomlokzata

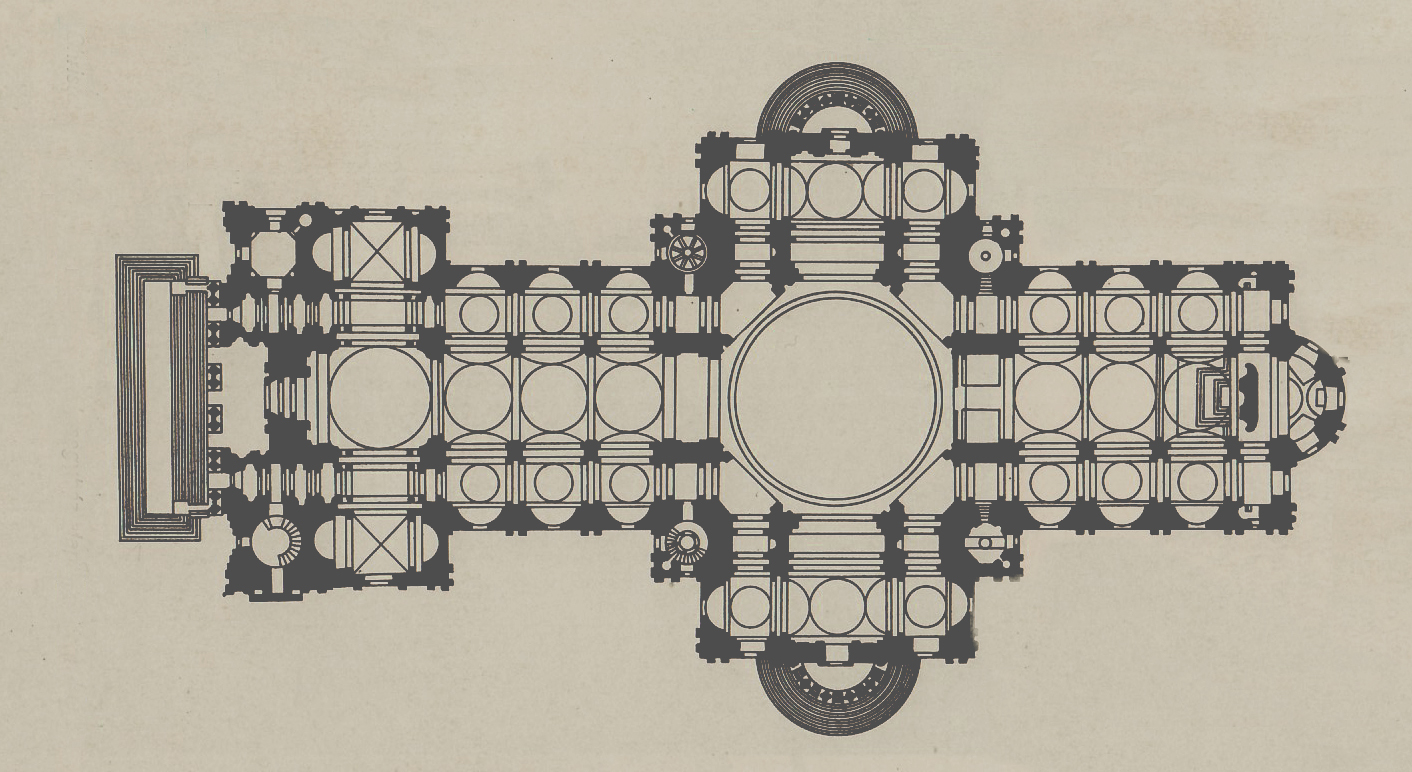
Szt. Pál-székesegyház, alaprajzi vázlat

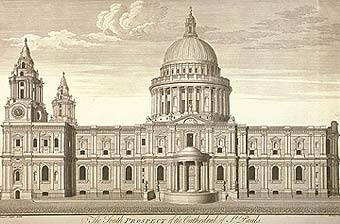
A Szt. Pál-székesegyház utolsó terve

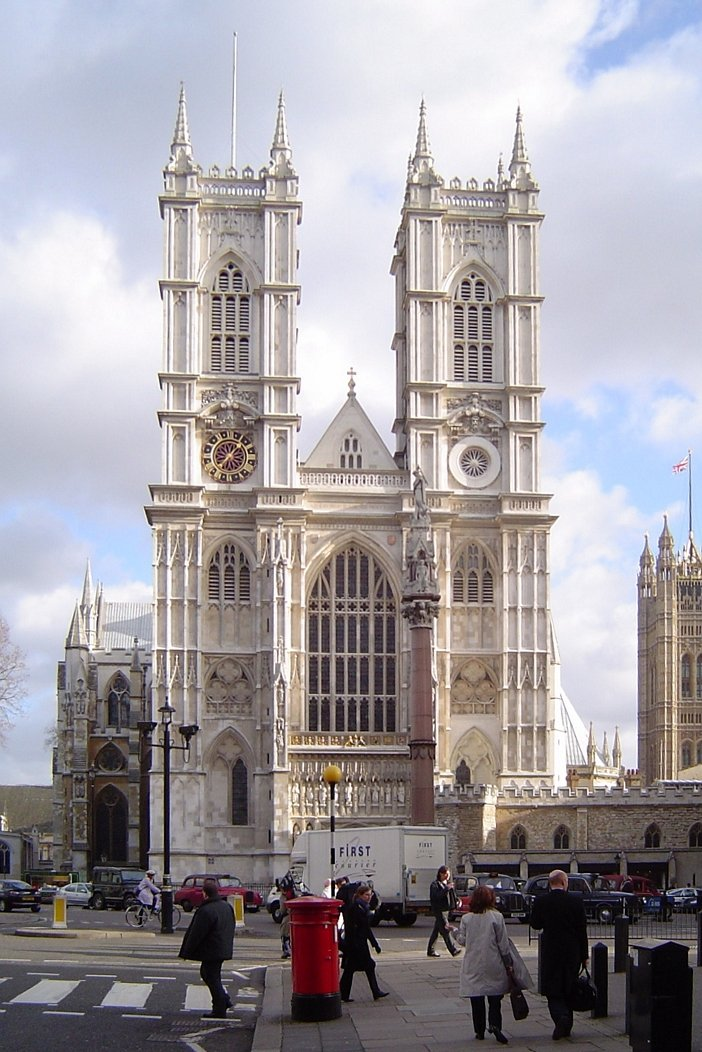
Westminster-Abbey, nyugati főhomlokzat

Wren korában a mai értelemben vett építészet nem létezett. A 17. század korai éveitől kezdve a virtuosi néven emlegetett tanult úriemberek nemritkán úriemberhez illő tevékenységként foglalkoztak vele, és eme időtöltést az alkalmazott matematika egyik ágaként űzték. Ez olvasható Vitruvius sorai között, a 16. századi szerzők, mint például John Dee és Leonard Digges pedig már nyíltan ki is mondják ezt.
Wren oxfordi diákévei során nemcsak megismerte Vitruvius Tíz könyv az építészetről című művét, hanem ösztönösen el is sajátította az építészeti tervezés abban leírt alapjait. A múltban az épületeket a patrónus igényei és az olyan hivatásos építőmesterek javaslatai szerint konstruálták, mint az ácsmester vagy a kőművesmester.

### Első lépései az építészet felé
A Királyi Társaság és az optika használata révén a király felfigyelt Wrenre. 1661-ben unokatestvére, Matthew királyi küldöttség kíséretében felkereste „Európa egyik legjobb Földmérőjét” azzal a felkéréssel, hogy irányítsa Tanger (ma Marokkó) megerősítését. Wren egészségi problémákra hivatkozva visszautasította az ajánlatot. Bár a meghívás II. Károly alkalom szülte ötlete lehetett, aki nem feltétlenül illesztette össze a megfelelő embert a megfelelő feladattal, Wren valószínűleg már gyakorlott építész volt ekkor.
Még 1661-ben Wren nem hivatalos tanácsot adott a régi, két évtizede elhanyagolt Szent Pál-székesegyház felújítására. Építészeti érdeklődése kortársai számára is nyilvánvaló volt. Két évvel később indult egyetlen külföldi útjára, Párizsba és az Île-de-France vidékére. Útja során első kézből tanulmányozhatta a modern tervezés és építés részleteit. Ekkor már tökéletesen értette az építészet csínját-bínját, sőt, mestere volt. Számos kollégájával ellentétben ő nem tervezési szabályok és képletek gyűjteményeként tekintett erre a tudományra, hanem ebben aknázta ki a birtokában levő értelmet és ösztönt, a tapasztalatát és a képzeletét.

### Építészi pályafutása
Építészi karrierje 1663-ban kezdődött, amikor a londoni Szent Pál-székesegyház helyreállításának egyik felügyelőbiztosává nevezték ki. Ugyanebben az évben valósult meg első terve, a cambridge-i Pembroke College kápolnája. 1665-66-ban már inkább építészként, mint tudósként járt tanulmányúton Franciaországban.
1667-ben királyi biztosként felelős lett a Szent Pál-katedrális és 51 másik, a londoni nagy tűzvészben elpusztult templom helyreállításáért. Két évre rá kinevezték a királyi építkezések főfelügyelőjévé. Egészen 1714-ig megtartotta ezt a hivatalát, s ezzel a kései 17. század hivatalos angol építészete fölött valóságos egyeduralmat gyakorolt.
Korai művei szakszerűek és akadémikusak, de még nem jelzik későbbi képességeit. Az oxfordi Sheldonian Theatre (1664-69) ötletesen megszerkesztett tetőzete figyelemre méltóbb (amelyet aztán a 19. század végén mással helyettesítettek), mint a tervezés eredetisége, hiszen gondosan követte Sebastiano Serlio leírását a római Marcellus-színházról.
London belvárosának templomainál, amelyekhez Franciaországból való visszatérése után fogott, már bepótolta azt, ami hiányzott korábbi épületeiből: a kompozíció szabadságát és a tér ötletes kihasználását. Stílusa a Szent Pál-székesegyház grandiózus belső terének építésével (1675–1710) érett meg. A templom külseje is hatásos, híven követi a 17. századi francia egyházi építészet példáit, de a kupola és az oldaltornyok elrendezése inkább az ördöngős Borromini Sant’Agnese-templomáról (Róma, Piazza Navona) látott metszetek – talán Piranesi – nyomán készült.
Munkái két világosan elhatárolódó stílust képviselnek. Az egyik a szigorú, monumentális klasszicizmus, amelyre jó példa a chelsea-i Royal Hospital (1682-91), a másik egy szabadabb, barokkos stílus, amelyet a Szent Pál-székesegyházhoz készített második terve (1703) vezetett be. Ez a stílus pályafutása végén, a greenwichi Royal Hospitalhoz készített terveiben (1696–1707) bontakozott ki teljes egészében, amelyeken feltűnik Levau párizsi Collège des Quatre Nations-jának hatása.
Az 1670-es években Wren jelentős szekuláris megrendeléseket kapott, ami építészetének érettségét és a különféle megbízásokra adott válaszának érzékenységét mutatja. Legfontosabbak számos figyelemre méltó alkotásai közül a nagy londoni tűzvész után emelt emlékmű, a greenwichi Királyi Obszervatórium, valamint a később róla elnevezett könyvtár, a Cambridge-i Trinity College-ban. Az utóbbi kettő építésében Robert Hooke is részt vett, de Wren felügyelete alatt készült el a végső terv.
Főfelügyelőként szinte kizárólag a királyi építésügyi hivatalnak dolgozott. Kevés független megbízatása között van a cambridge-i Trinity College könyvtára (1676-84), amely klasszicista stílusát példázza. Az oxfordi Christ Church Tom-tornya (1681-82) nagyratörő próbálkozás a gótikával.

### Érett építészeti korszaka
Történelmi véletlen, hogy Wren minden nagyszabású egyházi munkája az 1680-as évek utánra datálódik. Ötvenéves korára mind az ő természete, mind az angol építészet fejlődése kész volt egy monumentális, ám emberi építészet eszméjének befogadására, amelyben az egyes részletek az egészhez, és az épületet használó emberekhez is viszonyultak. Az első nagy projekt, amelyet Wren tervezett, az említett Chelsea Kórház volt, amely ebben az értelemben ugyan nem tetszetős a szemnek, ám olyan különös sikerrel töltötte be funkcióját, hogy még most is kórházként tudják használni. A Windsori kastély üléstermének felújítása az építészet, szobrászat, és festészet különleges elegyítése miatt vált jelentős alkotássá. (Ezt a megbízást eredetileg Hugh May kapta, aki azonban a munkálatok befejezése előtt, 1684 februárjában meghalt. Wren átvette a posztját, és befejezte a munkát.)
Bár továbbra is több királyi építkezésen játszott fontos szerepet, az 1690-es évek után kevésbé aktívan űzte az építésztervezői foglalkozást. 1696-ban kinevezték a Greenwichi Tengerészkórház építésének felügyelőjévé, három évvel később pedig a Westminsteri apátság építésének ellenőrévé. Az előbbinek 1716-ig tett eleget, az utóbbit haláláig folytatta.

### Építészetének hatása és építészettörténeti értékelése
Életműve jelentős befolyást gyakorolt a késő 17. századi és kora 18. századi brit építészetre. A királyi építkezéseken legtehetségesebb asszisztense Nicholas Hawksmoor volt. Hatása elsősorban John Vanbrugh, William Talman, Thomas Archer és John Gibbs munkásságában mutatkozik meg. Halálakor Wren több mint 90 éves volt.
Az őket követő építészek újabb generációi már elnéztek Wren stílusa fölött. Azt a barokk iskolát, amelyet tanoncai alkottak, tűzre vetette az új generáció, amely félresöpörte Wren hírnevét, és inkább Inigo Jones és palládionizmusa felé tekintett. A 18-19. század építészei nem felejthették el Wrent, de nem tudták neki megbocsátani munkáinak azon elemeit, amelyeket szabálytalannak, hagyományellenesnek bélyegeztek. A templomok hagyták a legmaradandóbb nyomot a következő korok építészetén. Franciaországban, ahol az angol építészetnek ritkán volt befolyása, a Szent Pál-székesegyházé mégis látható a Szent Geneviève-templomon (ez a mai Panthéon), amelynek építése 1757-ben kezdődött. Kupolája a Szent Páléhoz hasonló, és ez a forma még számtalan változatban megismétlődik, például a szentpétervári Szent Izsák-székesegyház (1840-42) vagy a washingtoni Capitolium (1855-65) épületén.
A 20. században Wren munkásságának kevesebb lehetősége volt hatni az angol építészetre. Az 1944-ben elhunyt Sir Edwin Lutyens, volt az utolsó jelentős építész, aki – saját bevallása szerint – Wren-függő volt. A 19-20. századforduló időszakának angol építészete – és a hatására kialakult nemzetközi irányvonal – szándékoltan száműzte a historizálást, így Wren alkotásainak szelleme nem mutatott az építészet fejlődésének fő – a 20. századi modern építészet – irányába, amelynek szerepét a John Ruskin és William Morris által képviselt Arts and Crafts mozgalom vette fel. Wren munkásságában rejlő, követendő példák kimeríthetetlen bányáját a 20. századvég építészete fedezi fel újra.

### Jelentős építészeti alkotásai
- Cambridge: Trinity College könyvtára (1676–84)
- Cambridge: Pembroke College kápolnája (1665–66)
- Oxford: Christ Church Tom-tornya (1681–82)
- Oxford: Sheldonian Theatre (1664–69)
- Greenwich: Royal Hospital (1696–1707)
- Chelsea: Royal Hospital (1682–91)
- London: St Mary-le-Bov-templom (1670–77)
- London: St Bride-templom (1670–84)
- London: St James-templom (1680–84)
- London: St Stephen-Walbrook-templom (1672–87)
- London: Szent Pál-székesegyház második terve (1703)
- London: Szent Pál-székesegyház újjáépítése (1675–1710)
- London: Westminsteri apátság rekonstrukciós munkái

## Érdekességek
Sir Christopher Wren szabadkőműves páholy vezetője is volt.
A Merkúr bolygó egyik kráterét Sir Christopher Wren tiszteletére, a tudósról nevezték el.
Egy időben Wrennek tulajdonították a Newmarketen lévő King's House tervezését. Ez azt a kétes hitelességű történetet keltette életre, miszerint II. Károly, aki több, mint hat láb (kb. 185 cm) magas volt, panaszkodott az alacsony mennyezet miatt. Wren erre állítólag azt válaszolta volna, hogy 'mindenhol elég magas a plafon', mire a király addig görnyedt, míg egy magasságba került hű alattvalójával, végül megjegyezte, 'Ej-ej, Sir Christopher, szerintem tényleg elég magas.'

## A Bank of England D-sorozatú 50 fontos bankjegye
1981 és 1994 között Sir Christopher Wren portréja és a Szent Pál székesegyház szerepelt a Bank of England D-sorozatú, legnagyobb címletű, 50 font sterlinges bankjegyének hátoldalán (az előoldalon II. Erzsébet látható).Két változatban bocsátották ki, az első 1981 és 1988 között barna alapszínű, a második 1988 és 1994 között színesebb, és bújtatott fémszállal is el volt látva.

## Fordítás
- Ez a szócikk részben vagy egészben  a   Sir Christopher Wren című angol Wikipédia-szócikk ezen változatának fordításán alapul.  Az eredeti cikk szerkesztőit annak laptörténete sorolja fel. Ez a jelzés csupán a megfogalmazás eredetét és a szerzői jogokat jelzi, nem szolgál a cikkben szereplő információk forrásmegjelöléseként.